# WTA Tour Championships 2004
El Sony Ericsson WTA Tour Championships 2004 se celebró en Los Ángeles (Estados Unidos) entre el 8 y el 13 de noviembre de 2004. Es la sexta vez que se disputa en esta ciudad norteamericana, y se juega en el Estadio Principal de Los Ángeles tanto en el cuadro Individual (8 mejores) como de Dobles (4 mejores parejas) de la WTA.
Con 17 años la rusa Maria Sharapova, se convirtió en la tenista femenina más joven en la historia del torneo en lograr el título, hasta 20 años después cuando la tenista norteamericana Coco Gauff, logró el título con 20 años en el 2024.

## Resultados

### Individuales
Anexo: WTA Tour Championships 2004 (Individuales)
 María Sharápova def.  Serena Williams, 4-6, 6-2 y 6–4.

### Dobles
Anexo: WTA Tour Championships 2004 (Dobles)
 Nadia Petrova /  Meghann Shaughnessy def.  Cara Black /  Rennae Stubbs, 7–5 y 6–2.